# やぎ座イオタ星
やぎ座ι星（やぎざイオタせい、ι Capricorni、ι Cap）は、やぎ座にある黄色巨星である。見かけの等級は4.28と、肉眼でみることができる明るさである。年周視差に基づいて計算した太陽からの距離は、およそ197光年である。

## 特徴
やぎ座ι星はG型巨星に分類され、スペクトル型はMK分類ではG7 III Fe-1.5となっているが、G8 IIIやG6 IIIに分類しているものもある。質量は太陽の2.6倍程度、半径は太陽の11倍程度、光度は太陽の73倍程度、有効温度は5,100K程度、年齢はおよそ5億年と推定される。
やぎ座ι星からは、彩層に由来するカルシウムイオンのH・K線の強い放射が観測され、活動的な巨星であることがわかる。アインシュタイン衛星やEXOSAT、ROSATでX線が検出されており、恒星として強いX線源であることもわかっている。
やぎ座ι星は、ウィルソン山天文台におけるカルシウムH・K線の変調と、ヴァンダービルト大学・テネシー州立大学の自動測光望遠鏡による光度の多年にわたる監視から、周期68日で変動し、それが恒星の自転周期を示していることがわかった。光度曲線を分析すると、その68日周期で振幅が0.03等以下の変光が示され、自転に伴い変光する回転変光星であることが明らかになった。光度曲線の特徴から、長く同じ位置で活動する黒点が変光の原因と考えられる。この結果、やぎ座ι星は確定した変光星として扱われ、変光星総合カタログには、りゅう座BY型変光星として収録されている。

## 名称
中国では、やぎ座ι星は戦国時代の十二の国を表す十二國（拼音: Shíer Guó）という星官を、やぎ座φ星、やぎ座38番星、やぎ座35番星、やぎ座36番星、やぎ座χ星、やぎ座θ星、やぎ座30番星、やぎ座33番星、やぎ座ζ星、やぎ座19番星、やぎ座26番星、やぎ座27番星、やぎ座20番星、やぎ座η星、やぎ座21番星と共に形成する。やぎ座ι星自身は、代一（拼音: Dài yī）つまり十二国のうち代の1番星として知られる。